# Annop Chaipan
Annop Chaipan (thailändisch อรรณพ ชัยแป้น, * 6. Juli 1983 in Trang) ist ein ehemaliger thailändischer Fußballspieler.

## Karriere
Annop Chaipan stand 2010 beim Chanthaburi FC unter Vertrag. Wo er vorher gespielt hat, ist unbekannt. Der Verein aus Chanthaburi spielte in der zweiten Liga des Landes, der Thai Premier League Division 1. 2011 wechselte er für ein Jahr zum Trang FC. Mit dem Verein aus Trang spielte er in der dritten Liga, der damaligen Regional League Division 2. Hier trat der Klub in der Southern Region an. 2012 verpflichtete ihn der Erstligist Thailand Tobacco Monopoly FC. Zum Ligakonkurrenten Samut Songkhram FC nach Samut Songkhram wechselte er Anfang 2014. Hier absolvierte er 15 Erstligaspiele. Nach der Hinrunde 2014 verließ er den Verein. Die Rückserie 2014 stand er beim Drittligisten Phang Nga FC in Phang-nga unter Vertrag. Beim ebenfalls in der dritten Liga spielenden Ubon UMT United aus Ubon Ratchathani spielte er die Hinserie 2015. Zur Rückserie unterschrieb er einen Vertrag beim Drittligisten Samut Sakhon FC in Samut Sakhon. Ende der Saison wurde er mit Samut Sakhon Meister der Central/Western Region. Ein Jahr später feierte er mit Samut die Meisterschaft der Western Region. Zu seinem ehemaligen Verein Trang FC wechselte er 2017. Der Verein spielte nach der Ligareform 2017 in der dritten Liga, der Thai League 3. Hier trat man in der Lower Region an. 2017 wurde er mit Trang Vizemeister der Region. Nach Ende der Saison beendete er seine Karriere als Fußballspieler.

## Erfolge
Samut Sakhon FC
- Regional League Division 2 – Central/West: 2015
- Regional League Division 2 – West: 2016

Trang FC
- Thai League 3 – Lower: 2017 (Vizemeister)